# Mário Magalhães
Mário Magalhães (Rio de Janeiro, abril de 1964) é jornalista e escritor brasileiro.

## Biografia
Mário Magalhães nasceu no Rio de Janeiro, em abril de 1964, jornalista formado pela Escola de Comunicação da Universidade Federal do Rio de Janeiro, trabalhou nos jornais Folha de S. Paulo na condição de repórter especial, colunista e ombudsman, trabalhou no Estado de S. Paulo, O Globo. 
Em 2018, assinou coluna semanal no The Intercept Brasil. Morou parte da infância e adolescência em Pelotas, Rio Grande do Sul.

## Obras
- O narcotráfico, Publifolha, 2000
- Marighella: O guerrilheiro que incendiou o mundo, Companhia das Letras, 2012
- Sobre lutas e lágrimas: Uma biografia de 2018, o ano em que o Brasil flertou com o apocalipse, Editora Record, 2019

## Prêmios
- Every Human Has Rights Media Awards
- Prêmio Vladimir Herzog
- Prêmio Dom Hélder Câmara
- Prêmio Esso de Jornalismo